# Arthur Olsson
Arthur Eidor Folke Olsson (ur. 7 lutego 1926 w Nyskoga, zm. 12 października 2013 w Råda) – szwedzki biegacz narciarski, brązowy medalista mistrzostw świata.

## Kariera
Igrzyska olimpijskie w Cortina d’Ampezzo w 1956 roku były pierwszymi i zarazem ostatnimi w jego karierze. W swoim jedynym starcie na tych igrzyskach, w biegu na 50 km techniką klasyczną zajął 11. miejsce.
W 1954 roku wystartował na mistrzostwach świata w Falun. Osiągnął tam największy sukces w swojej karierze wspólnie z Sune Larssonem, Sixtenem Jernbergiem i Perem-Erikiem Larssonem zdobywając brązowy medal w sztafecie 4x10 km.

## Osiągnięcia

### Igrzyska olimpijskie
| Miejsce | Dzień    | Rok  | Miejscowość       | Konkurencja             | Czas biegu | Strata | Zwycięzca       |
| ------- | -------- | ---- | ----------------- | ----------------------- | ---------- | ------ | --------------- |
| 11.     | 2 lutego | 1956 | Cortina d’Ampezzo | 50 km stylem klasycznym | 2:50:27    | +19:76 | Sixten Jernberg |

### Mistrzostwa świata
| Miejsce | Dzień     | Rok  | Miejscowość | Konkurencja             | Czas biegu | Strata | Zwycięzca        |
| ------- | --------- | ---- | ----------- | ----------------------- | ---------- | ------ | ---------------- |
| 24.     | 17 lutego | 1954 | Falun       | 15 km stylem klasycznym | 55:26      | +3:37  | Veikko Hakulinen |
| 3.      | 20 lutego | 1954 | Falun       | Sztafeta 4 × 10 km      | 2:16:47    | +2:12  | Finlandia        |